# August Rohling
August Rohling né en 1839 à Neuenkirchen et mort en 1931, est un religieux[réf. nécessaire] allemand catholique, professeur d'université, et auteur de livres sur la critique du Talmud et antiprotestants.

## Biographie
Concernant l'influence de Rohling en France, en 1888, parut un résumé de son Talmudjude, en français, par les soins de l'abbé Maximilien de Lamarque. En 1889, une traduction française par A. Pontigny, sous le titre  "Le Juif selon le Talmud" parut en France, avec une préface d'édouard Drumont, non sans provoquer des réactions dans les milieux juifs, et notamment chez les Juifs les moins pratiquants. On peut y voir un avant-goût de l'impact des Protocoles des Sages de Sion, dix ans plus tard.

## Œuvres
- Le Juif selon le Talmud, Édition française considérablement augmentée par A. Pontigny. Préface d'Édouard Drumont, A. Savine, (1889)
- Le Juif-Talmudiste, résumé succinct des croyances et des pratiques dangereuses de la juiverie, sous-titré présenté à la considération de tous les chrétiens par M. l'abbé Auguste Rohling et Ouvrage entièrement revu et corrigé par M. l'abbé Maximilien de Lamarque, A. Vromant (Bruxelles, 1888)
- Der Talmudjude. Zur Beherzigung für Juden und Christen aller Stände, Münster 1871.
- Meine Antworten an die Rabbiner oder fünf Briefe über den Talmudismus und das Blutritual der Juden, Prag 1883.
- Katechismus des 19. Jahrhunderts für Juden und Protestanten, Mayence, 1878
- Franz Delitzsch und die Judenfrage, Prague, 1881
- Fünf Briefe über den Talmudismus und das Blutritual der Juden, ib. 1881
- Die Polemik und das Menschenopfer des Rabbinismus, Paderborn, 1883;
- Die Ehre Israels: Neue Briefe an die Juden, Prague, 1889
- Auf nach Zion, ib. 1901
- Das Judenthum nach Neurabbinischer Darstellung der Hochfinanz Israels, Munich, 1903.